# Semarang (regentschap)
Het regentschap Semarang, is een regentschap (Indonesisch: kabupaten) in het noorden van de Indonesische provincie Midden-Java. De hoofdplaats van dit regentschap is Ungaran. Dit regentschap grenst in het noorden aan de stadsgemeente Semarang ; aan het regentschap Demak en Grobogan in het oosten; regentschap Boyolali in het zuidoosten; en de regentschappen Magelang, Temanggung, en Kendal in het westen.

## Geschiedenis
De geschiedenis van het regentschap Semarang is onlosmakelijk verbonden met de stad Semarang. Volgens overlevering werd Semarang gesticht door Raden Kadji Kasepoehan (ook bekend onder de naam Ki Pandan Arang II) op 2 mei 1547 en bevestigd door Sultan Hadiwijaya. De stad staat bekend om zijn grote Chinese bevolkingsgroep. De naam van de stad is ontstaan uit een samentrekking van de woorden asem (tamarinde) en arang (zelden).
Tijdens het bewind van de Bupati of regent Raden Mas Soebojono, in 1906, werd door het Nederlands-Indische regering besloten om Semarang te splitsen in een gemeente en een regentschap. De gemeente Semarang, werd dan geleid door een burgemeester terwijl het regentschap door een regent of bupati werd geleid.
Het regentschap werd daarna formeel opgericht in 1950 door de wet artikel 13 in het kader van de creatie van regentschappen in Indonesië.
Tijdens het bewind van bupati Iswarto (1969-1979), werd de hoofdplaats van het regentschap Semarang de facto verhuisd naar Ungaran. Daarvoor was het bestuurscentrum te vinden in de stad Semarang.
Daarna werd op 20 december 1983 formeel vastgelegd dat de hoofdplaats van het regentschap Semarang het onderdistrict (kecamatan) Ungaran moet zijn.

## Onderdistricten
Semarang is onderverdeeld in 19 onderdistricten (kecamatan). Deze zijn verder verdeeld in 208 desa en 27 kelurahan (dorpen).
- Ambarawa
- Bancak
- Bandungan
- Banyubiru
- Bawen
- Bergas
- Bringin
- Getasan
- Jambu
- Kaliwungu
- Pabelan
- Pringapus
- Sumowono
- Suruh
- Susukan
- Tengaran
- Tuntang
- Ungaran Barat
- Ungaran Timur

Stadsgemeenten: Magelang · Surakarta · Salatiga · Semarang · Pekalongan · Tegal

Regentschappen: Banjarnegara · Banyumas · Batang · Blora · Boyolali · Brebes · Cilacap · Demak · Grobogan · Japara · Karanganyar · Kebumen · Kendal · Klaten · Kudus · Magelang · Pati · Pekalongan · Pemalang · Purbalingga · Purworejo · Rembang · Semarang · Sragen · Sukoharjo · Tegal · Temanggung · Wonogiri · Wonosobo